# جهة الداخلة وادي الذهب
جهة الداخلة وادي الذهب هي إحدى الجهات الإدارية في التقسيم الجهوي الجديد للمملكة المغربية منذ سنة 2015، وكانت تسمى سابقاً بجهة وادي الذهب الكويرة وهي الجهة الوحيدة التي بقيت كما كانت في السابق ولم يطلها أي تغيير على مستوى تقسيمها الإداري سوى تغيير التسمية، تحدها جهة العيون الساقية الحمراء شمالا وموريتانيا جنوبا والمحيط الأطلسي غربا. وتعتبر مدينة الداخلة عاصمة لها وهي أيضاً أكبر مدنها.

## أقاليم الجهة
تتكون جهة الداخلة وادي الذهب من إقليمين وهما: إقليم وادي الذهب، وإقليم أوسرد.
| الأقاليم         | المساحة (كم²) | عدد السكان (2014) | عدد الأسر | الدوائر | الجماعات الحضرية | الجماعات القروية |
| ---------------- | ------------- | ----------------- | --------- | ------- | ---------------- | ---------------- |
| إقليم وادي الذهب | 69,528        | 126,765           | 28,609    | 2       | 1                | 6                |
| إقليم أوسرد      | 61,370        | 16,190            | 776       | 2       | 1                | 5                |
| المجموع          | 130,898       | 142,955           | 29,385    | 4       | 2                | 11               |

## السكان
كان مجموع عدد السكان في الجهة حسب إحصاء سنة 2004 هو 367 99 نسمة، أما حسب آخر إحصاء وهو الإحصاء العام للسكان والسكنى لسنة 2014، فقد أصبح يبلغ عدد سكان جهة الداخلة وادي الذهب 955 142 نسمة.
| عدد سكان جهة الداخلة وادي الذهب ما بين 1982 و 2014 | عدد سكان جهة الداخلة وادي الذهب ما بين 1982 و 2014 | عدد سكان جهة الداخلة وادي الذهب ما بين 1982 و 2014 | عدد سكان جهة الداخلة وادي الذهب ما بين 1982 و 2014 | عدد سكان جهة الداخلة وادي الذهب ما بين 1982 و 2014 |
| السنوات                                            | 1982                                               | 1994                                               | 2004                                               | 2014                                               |
| -------------------------------------------------- | -------------------------------------------------- | -------------------------------------------------- | -------------------------------------------------- | -------------------------------------------------- |
| عدد السكان                                         | 21,496                                             | 36,571                                             | 99,367                                             | 142,955                                            |

## الاقتصاد
حظيت جهة الداخلة وادي الذهب باهتمام كبير من طرف الحكومة المغربية من حيث تنفيذ برنامج النموذج التنموي للأقاليم الجنوبية، وهي الخطوة التي بوّأت الأقاليم الصحراوية مكانة ريادية على مستوى المسار التنموي الوطني، وجعلها قاطرة وقنطرة عبور تنموي إقليمي إلى أفريقيا، كما أن الكلفة الإجمالية للعقد البرنامج لتنمية جهة الداخلة وادي الذهب بلغ أكثر من 22 مليار درهم لإنجاز 149 مشروع. ومن بين أهم المشاريع التي حظيت بها الجهة: مشروع ربط مدينة الداخلة بالشبكة الوطنية للتيار الكهربائي 2372 مليون درهم، وتثمين ست مناطق للصيد البحري بكلفة 1443,72 مليون درهم، ومشروع تحلية مياه البحر من أجل سقي 5000 هكتار بالجهة بـ 1305 مليون درهم، وبناء ميناء الصيد الجديد بالمهيريز بـ 242 مليون درهم، وتوسيع الطريق الرابطة بين الداخلة وبوجدور بـ 187,8 مليون درهم. وتزخر جهة الداخلة وادي الذهب بعدة موارد طبيعية تعزز قدرتها على تحقيق تنمية محلية مستدامة ومتوازنة، ترتكز على قطاعات مهيكلة لإقتصاد الجهة ممثلة في الإستثمار والصيد البحري والسياحة والفلاحة.
خلال سنة 2018، بلغ عدد الشهادات السلبية التي سلمتها المندوبية الجهوية لوزارة الصناعة والاستثمار والتجارة والاقتصاد الرقمي وكذا المركز الجهوي للاستثمار بجهة الداخلة وادي الذهب، ما مجموعه 661 شهادة سلبية مقابل 591 شهادة تم منحها خلال سنة 2017، وذلك من أجل إحداث مقاولات جديدة على مستوى الجهة، ومن حيث التوزيع حسب الطبيعة القانونية لطالبي هذه الشواهد، فقد تصدرت الشركات ذات المسؤولية المحدودة ب 530 شهادة، والتي تمثل نسبة 80 في المئة من مجموع الطلبات من أجل إحداث شركات تجارية، تليها الشركات ذات التسمية الجماعية ب 96 شهادة أي بنسبة 15 في المئة، ثم الأشخاص الذاتيين ب 34 شهادة أي بنسبة 5 في المئة. أما بخصوص نوعية النشاط، فإن هذه الشواهد شملت حسب الأولوية كلا من قطاع الخدمات المختلفة ب 212 شهادة بنسبة 32 في المئة، يليه القطاع التجاري ب 118 شهادة، ثم قطاع الفلاحة والصيد البحري ب 209 شهادات بنسبة 31 في المئة، فقطاع البناء والأشغال العمومية ب 89 شهادة بنسبة 13 في المئة، ثم قطاع السياحة ب 81 شهادة بنسبة 12 في المئة، وقطاع الصناعة ب 08 شهادة بنسبة 03 في المئة، وأخيرا قطاع الطاقة والمعادن ب 03 شهادات.
وأفادت معطيات المركز الجهوي للاستثمار بجهة الداخلة وادي الذهب بأنه تم خلال سنة 2018، إحداث 1018 مقاولة تجارية. وتأتي في المقدمة الشركات ذات المسؤولية المحدودة بنسبة 53 في المئة، متبوعة بالأشخاص الذاتيين بنسبة 41 في المئة، ثم الشركات ذات التسمية الجماعية بنسبة 6 في المئة. وبخصوص التوزيع القطاعي للمقاولات التجارية، يأتي قطاع التجارة في المقدمة بنسبة 48 في المئة، يليه قطاع الخدمات بنسبة 24 في المئة، وقطاع السياحة بنسبة 11 في المئة، وقطاع البناء والأشغال العمومية بنسبة 8 في المئة، ثم قطاع الفلاحة والصيد البحري بنسبة 4 في المئة، والطاقة والمعادن بنسبة 2 في المئة وأخيرا القطاع الصناعي بنسبة 3 في المئة.

### الصيد البحري
تضم جهة الداخلة وادي الذهب شريطا ساحليا يبلغ طوله 667 كلم مربع ويزخر بثروات سمكية مهمة ومتنوعة، مما يجعلها واحدة من أغنى مناطق الصيد البحري بالمغرب. وتتميز الجهة بخليج بحري تقدر مساحته ب 400 كلم مربع وبطول 37 كلم، ويحمل إعترافا دوليا ضمن اتفاقية “رامسار” كمنظومة بيئية تمتاز بثلاث تصنيفات إيكولوجية وبيولوجية ذات أهمية كبرى، كما يعتبر شريان الحياة لأنواع عديدة من الأسماك والرخويات وللآلاف من الطيور المائية. وتتوفر الجهة كذلك على خليج “سينترا” وسبخة “امليلي” اللذين يتميزان بتواجد الأسماك الصغيرة. وقد ساهمت جهة الداخلة وادي الذهب بنسبة 43 في المئة (من حيث الوزن) وبنسبة 33 في المئة (من حيث القيمة) من الإنتاج الوطني من الثروة السمكية خلال سنة 2018. وتمكن أسطول الصيد البحري، المكون من 24 وحدة للصيد في أعالي البحار و 193 وحدة للصيد الساحلي و 3 آلاف و 255 قارب للصيد التقليدي، خلال سنة 2018، من إنتاج ما مجموعه 587 ألف طن من الثروة السمكية بقيمة قدرت بحوالي 2.23 مليار درهم، مسجلا انخفاضا بنسبة 10 في المئة مقارنة بسنة 2017.
وفي المجموع، يساهم قطاع الصيد البحري في تشغيل ما مجموعه 47 ألف شخص، بينهم 20 ألفا بشكل مباشر، موزعين على الصيد في أعالي البحار والصيد الساحلي 6 آلاف و 822 شخصا، والصيد التقليدي 11 ألفا، وتجارة السمك 594، وأنشطة الساحل 440، والصناعات السمكية نحو 7 آلاف و971، وسفن اتفاقية الصيد 760 شخص. ويستفيد القطاع بجهة الداخلة وادي الذهب من بنيات تحتية مهمة (مينائين وسوق للسمك و 6 قرى للصيد التقليدي وومركز للتأهيل المهني البحري ومركز جهوي للمعهد الوطني للبحث في الصيد البحري. ويشمل القطاع 79 وحدة لمعالجة وتجميد السمك والمنتوجات البحرية، و 6 وحدات لإنتاج الثلج، و11 مزرعة لتربية الأحياء البحرية، و 3 وحدات لشحن القشريات حية وأربعة مراكز لشحن الصدفيات، ووحدة لإنتاج دقيق وزيت السمك غير الموجه للاستهلاك البشري.
وفي ما يتعلق بتوزيع عمليات التفريغ حسب الأنواع في سنة 2018، تمثل الأسماك السطحية 95.04 في المئة من إجمالي عمليات تفريغ المنتجات السمكية على مستوى جهة الداخلة البحرية، ورأسيات الأرجل (2.64 في المئة)، والسمك الأبيض (2.16 في المئة)، والقشريات (0.07 في المئة)، والطحالب (0.06 في المئة)، والصدفيات (0.03 في المئة). ومكنت هذه المؤهلات البحرية المهمة من جعل المنطقة مركزا متميزا لجذب رجال أعمال ومقاولين يتطلعون للاستثمار في قطاع الصيد البحري، الذي شهد خلال السنوات الأخيرة إنجاز عدة مشاريع مكنت من تطوير الآليات والبنيات في هذا القطاع الواعد، الذي يعد أحد الدعامات الرئيسية للنسيج الاقتصادي بالجهة.
وتمكن أسطول الصيد البحري على مستوى الجهة، المكون من 26 وحدة للصيد في أعالي البحار و3.273 وحدة للصيد التقليدي و150 للصيد بالخيط و75 لصيد السردين، خلال سنة 2020، من إنتاج أزيد من 500 ألف طن من الثروة السمكية بقيمة إجمالية بلغت نحو ملياري درهم.

### السياحة
أضحت الجهة خلال السنوات الأخيرة، وجهة سياحية متميزة وواعدة على الصعيدين الوطني والدولي، وذلك بفضل المؤهلات الطبيعية والثقافية للمنطقة ومجهودات المتدخلين ومهنيي القطاع وتطور المنشآت السياحية. وانتعش قطاع السياحة في السنوات الأخيرة بمدينة الداخلة، ما يؤكده عدد ليالي المبيت في الفنادق ومؤسسات الإيواء المصنفة التي انتقلت من 116 ألفا و 798 في سنة 2017 إلى 128 ألفا و 52 خلال سنة 2018. وبلغت الطاقة الإيوائية للفنادق بجهة الداخلة وادي الذهب، خلال سنة 2018، ما مجموعه 1471 سريرا و 692 غرفة، بعدما لم تكن تتجاوز 260 سريرا و 130 غرفة سنة 2010. وتعتمد الوجهة السياحية للجهة على ركائز أساسية تتمثل في السياحة الرياضية (الرياضة المائية التي جعلت منها محطة من المحطات الكبرى على الصعيد الدولي)، والسياحة الاستكشافية والرحلات، والسياحة الاستجمامية، والسياحة الأثرية، والسياحة البيئية، وسياحة المؤتمرات التي أضحت منطلقا أساسيا للسياحة بالجهة. وتعمل السلطات المحلية وفق رؤية تهدف إلى جعل الأقاليم الجنوبية قطبا سياحيا جديدا، عبر إحداث عرض سياحي مبتكر يجمع ما بين البحر والصحراء، وتطوير عرض تكميلي حول الثقافة والبيئة والمنتجات المحلية.

### الفلاحة
تمثل زراعة البواكر (طماطم وبطيخ وغيرها..)، التي تعد محور القطاع الفلاحي بجهة الداخلة وادي الذهب، تجربة فلاحية رائدة على صعيد الجهات الجنوبية للمملكة المغربية. وفي هذا الإطار، تشكل المساحات المسقية والبيوت المغطاة نموذجا يحتذى يعكس الجهود المحلية المبذولة التي نجحت في تحدي قساوة المناخ الصحراوي بالمنطقة. ويساهم المناخ المعتدل الذي يسود على طول السنة، والشريط الساحلي لخليج وادي الذهب، والتشجيعات التي تمنحها الدولة، فضلا عن تفاني مستغلي هذه الأراضي، أضحت هذه المساحات حقيقية بفضل تأهيل مساحة تقدر ب 500 هكتار من الأراضي القاحلة وتجهيزها بتقنيات حديثة. وعرف القطاع الفلاحي بالجهة، مؤخرا، ازدهارا كبيرا. وقد أتاحت هذه الإمكانيات المرتبطة بالجهود التي بذلتها الدولة في ما يتعلق بالحوافز، في إطار صندوق التنمية الفلاحية، تركيب وتجهيز العديد من وحدات الإنتاج للمحاصيل المسببة للاحتباس الحراري الموجهة للتصدير على مساحة 600 هكتار.
وبفضل الظروف المناخية التي تتوفر عليها الجهة وخبرة المستثمرين، فإن عائدات التصدير المحققة مرضية للغاية، إذ بلغ الإنتاج في سنة 2018 أزيد من 60 ألف طن، وهو مخصص أساسا للتصدير نحو السوق الخارجية. كما أن الاستثمارات التي أُنجزت في مناطق إنتاج الخضروات، مكنت القطاع الفلاحي بجهة الداخلة وادي الذهب من أن تتبوّأ المرتبة الثانية بعد الصيد البحري من حيث مناصب الشغل، حيث ساهم القطاع في إحداث أكثر من 2.5 مليون يوم عمل في سنة 2018. وتتميز الفلاحة بالداخلة أيضا بتربية الإبل على الخصوص، بقطيع يتجاوز 35 ألف رأس ليتصدر التصنيف على المستوى الوطني، ويتم بشكل دوري تنظيم دورات تحسيسية وتكوينية لفائدة المربين حول طرق وسبل حماية صحة القطيع وتطوير إنتاجيته. كما تتميز الجهة بتربية الأغنام والماعز، حيث يبلغ عدد القطيع المسجل 70 ألف رأس. يصل الإنتاج الحيواني إلى 6 ملايين لتر من الحليب سنويا و 1500 طن من اللحوم الحمراء سنويا، مما يمكن من تلبية احتياجات الجهة في هذه المنتوجات. وعلى صعيد آخر، ساهم استقدام الأبقار في منطقة تاورطة (600 رأس) في تطوير نمط فلاحي مكثف، مما مكن من بلوغ إنتاج يناهز مليون لتر سنويا. كما تم إنشاء وحدات لتربية الدواجن في الجهة بإنتاج سنوي بلغ حوالي 450 طن/سنة. ولا يغطي هذا الإنتاج سوى 40 في المئة من احتياجات الجهة. فمنذ إدراج المنطقة ضمن مخطط “المغرب الأخضر”، حددت الجهة العديد من الأهداف القائمة أساسا على الرفع من مستويات إنتاج مختلف المنتجات، وتحسين جودة وظروف تسويق الإنتاج، وتثمين مياه الري، وإحداث فرص الشغل، فضلا عن تحسين مداخيل الساكنة القروية .